# Byplanlægning i Danmark
Ved byplanlægning eller fysisk planlægning forstås målbevidste tiltag til en styring af arealanvendelsen ved at fastlægge rammerne for anvendelsesmulighederne for forskellige land- og vandarealer, herunder behovene for sammenpasning. Byplanlægningen kan omfatte såvel planer for byudvikling og byomdannelse og enkelte sider af denne som planer, der lægger begrænsninger på denne eller styrer den på en given måde med hensyn til de fremtidige byforhold.
De tidligste tiltag inden for byplanlægningens område fandt sted allerede i det 19. århundrede, men det var først efter Første Verdenskrig, at der blev skabt formelle rammer for byplanlægning i Danmark. Planlægningsvirksomheden tog et voldsomt opsving efter Anden Verdenskrig dels i form af planer udarbejdet i henhold til lovgivningen, dels i form af frivillige plantiltag af yderst uens omfang: således udarbejdedes frivillige regionsplanforslag og mange sektorer tog planlægningsredskabet i brug med henblik på at overskue og styre forskellige samfundsområders fremtidige udvikling, således blev der lavet planer for betjeningen med folkeskoler, gymnasier, sygehuse, butikscentre og meget andet.

## Planlovgivning
Som andre former for samfundsstyrende tiltag har den fysiske planlægning i det meste af det 20. århundrede været og er også i det 21. århundrede styret ved lovgivning.
Danmarks første egentlige byplanlov blev vedtaget i 1925, 1937 ændredes naturfredningsloven hvorved en bestemmelse om fredningsplaner indførtes, en ny byplanlov blev vedtaget 1938, i 1949 suppleret af en byudviklingslov med henblik på styring af egnsudviklingen. I 1960 fulgte landsbyggeloven som et supplement.
I 1970 gennemførtes en kommunalreform, hvorved antallet af kommuner og amter mindskedes, og denne fulgtes op af en større planlovreform omfattende:
- lov om by- og landzoner (vedtaget 1969, ikrafttrådt 1970),
- lov om lands- og regionplanlægning (vedtaget 1973, ikrafttrådte 1. april 1974),
- lov om regionplanlægning i hovedstadsområdet (vedtaget 1973, ikrafttrådte 1. april 1974),
- lov om kommuneplanlægning (vedtaget 1975, ikrafttrådte 1. februar 1977).

På samme tid blev den tidligere saneringslov afløst af lov om byfornyelse.

## Planlægningsformer
Den fysiske planlægning kan efter indhold inddeles i:
- stedplanlægning,
- områdeplanlægning,
- egnsplanlægning,
- emneplanlægning,
- landsplanlægning,
- grænseoverskridende fysisk planlægning.

### Stedplanlægning
En stedplan (oprindeligt kaldet Partiel Byplanvedtægt, siden lokalplan) har til formål i enkeltheder at fastsætte rammerne for den tilladte arealanvendelse, herunder byggevirksomhed.
Stedplaner omtales hverken i byplanloven fra 1925 eller byplanloven fra 1938 men første gang i indenrigsministeriets cirkulære af 21. oktober 1939 og senere i ministeriet for byggeri og boligvæsens cirkulære af 30. juni 1940.
En stedplan udarbejdes for at sikre at de målsætninger, der er udtrykt i områdeplanlægningen, kan bringes til udførelse og tillige for at forhindre tiltag, der kunne modvirke opfyldelsen af disse målsætninger. I nyere byplanvirksomhed er det ofte et led i planens udarbejdelse at redegøre for dennes forudsætninger, herunder de rammer som er fastlagt i overordnet planlægning – først og fremmest kommuneplanen – og dermed godtgøre, at der ikke er modsætninger mellem planudkastet og rammeplanlægningen.
En stedplan omfatter som regel et mindre område, enten med et mere eller mindre ensartet præg eller for hvilket en samlet plan anses for ønskelig – eller et område hvis arealanvendelse samlet ønskes ændret på en given måde.
Stedplaner kan indeholde bestemmelser om:
1. vejanlægs beliggenhed, størrelse, retning og indbyrdes tilslutning samt byggelinjer;
2. beliggenheden af fælles rør- og ledningsanlæg;
3. byggegrundes afgrænsning (bredde, dybde) og beliggenhedsmuligheder for byggeri på disse (udstrækning, indbyrdes afstand og afstande til skel);
4. bebyggelsens anvendelse(sbegrænsninger);
5. bebyggelsens ydre udformning, herunder højde, antal etager, fremtoning;
6. frednings- og andre beskyttelsesbestemmelser;
7. offentlige friarealer og deres anvendelse;
8. beplantningsforhold[6].

Stedplaner har retsgivende betydning for de ejendomme, de omfatter, og tinglyses derfor på disse.

### Områdeplanlægning
En områdeplan (oprindeligt kaldet dispositionsplan, siden kommuneplan) har til formål at sammenfatte og samordne arealernes anvendelse i hovedtræk. Områdeplanlægningen omtales allerede i byplanloven af 1925 og siden i byplanloven af 1938 under navn af byplan, idet man havde forestillet sig, at det fra begyndelsen ville være muligt i enkeltheder at fastlægge de samlede byområders bestemmelser i lighed med bestemmelserne i bygningsreglementer. Dette viste sig i praksis umuligt, hvorfor der ved indenrigsministeriets cirkulære af 21. oktober 1939 og senere i ministeriet for byggeri og boligvæsens cirkulære af 30. juni 1940 blev fastsat en mere tilpasningsegnet fremgangsmåde, nemlig at udarbejde dels en oversigtlig redegørelse for tankerne om byudviklingen i det samlede byområde (= dispositionsplanen), dels detaljerede planer for de enkelte steder i takt med, at behovene herfor gjorde sig gældende(= partielle byplanvedtægter).
En områdeplan omfatter i reglen et samlet, større område, fx en kommune.
Områdeplanen kan indeholde bestemmelser om:
1. vejanlægs beliggenhed, størrelse, retning og indbyrdes tilslutning samt klassificering;
2. beliggenheden af fælles tekniske anlæg;
3. arealanvendelsen i hovedtræk, herunder beliggenheden af arealer til boligformål (underinddelt i familieboliger og etageboliger), erhvervsformål (underinddelt i forretningsformål, industriformål, (mere eller mindre offentlige) tekniske anlæg, offentlige bygninger, sports- og legepladser, havnearealer, bus- og jernbanestationer, flyvepladser, kirkegårde, parker og friarealer, vandområder med mere;
4. bebyggelsens ydre fremtræden, herunder højde- og etageforhold, bebyggelsesprocent og bygningers indbyrdes afstand samt afstand til skel;
5. frednings- og beskyttelsesforhold samt lovbetingede bebyggelsesbegrænsende/styrende bestemmelser;
6. arealer fastlagt til fremtidige byformål;
7. byarealer, hvis anvendelse skal søges ændret[9].

Mens de tidlige dispositionsplaner overvejende kun redegjorde for tankerne bag den foreslående bystruktur, indeholdt kommuneplanerne tillige oplysninger om forudsætningerne for planen: foruden egnsplanlægningens rammer og lovgivningsmæssige begrænsninger (så som byggelinjer) tillige aldersgruppeopdelte befolkningsfremskrivninger (der blandt andet begrundede boligbehov og behov for vuggestuer, børnehaver, folkeskoler og plejehjem), pendlingsoplysninger og oplysning om forholdet mellem arbejdssøgende og arbejdspladser, de økonomiske rammer for kommunale investeringer og meget andet.

### Egnsplanlægning
En egnsplan (oprindeligt kaldet byudviklingsplan, siden regionplan) er en plan, der har til formål i hovedtræk at fastlægge byudviklingens fordeling, grænserne for bymæssige områder, hovedtræk i vejnettet og lignende.
De ældre egnsplaner var byudviklingsplanerne, som omfattede flere kommuner, hvis byudvikling var ønsket samordnet. Fra 1975 omfattede egnsplanlægningen som regel et amt, i Nordøstsjælland dog det samlede hovedstadsområde.
Hovedsigtet med byudviklingsplanerne og senere regionplanerne var at fastlægge hvilke områder, der kunne inddrages til byudvikling og hvilke områder, der skulle søges friholdte for byudvikling. Men hvor byudviklingsplanerne alene var en slags zoneplaner, der fastslog hvilke områder, der umiddelbart kunne anvendes eller inddrages til byudvikling (kaldet inderzoner), hvilke der på længere sigt skulle kunne inddrages til byudvikling (kaldet mellemzoner), og områder reserverede til fritidsbebyggelse, samt områder der helt skulle friholdes for byudvikling og fritidsbebyggelse (kaldet yderzoner), så udviklede regionplanlægningen sig til en yderst omfattende planlægning for blandt andet:
- byområder (herunder hovedanvendelsesformål boliger eller erhverv),
- områder til landbrugsformål,
- områder til skovformål og skovrejsning,
- områder til råstofudvinding,
- områder til vandindvinding,
- overordnede vejnet,
- jernbanelinjer,
- godshavne,
- overordnede stinet,
- overordnede varme- og energiledningsanlæg og lignende,
- flyvepladser,
- detailhandelscenterstrukturer,
- kulturhistoriske bevaringsværdier,
- naturhistoriske bevaringsværdier,
- områder til fritidsformål såsom badestrande, lystbådehavne og lignende,
- betjening med gymnasier on andre videregående uddannelser,
- sygehusbetjening[11].

Alle disse forhold blev indbyrdes afvejet således, at der blev taget største mulige hensyn til alle behov og tilstræbt undgået modsætninger. Derved repræsenterede regionplanerne tillige det nærmeste, man nogen sinde er kommet en samlet landsplanlægning: ved at samle oplysningerne fra de datidige regionplaner på eet oversigtskort ville man kunne danne sig et indtryk af hvilken fremtidig arealanvendelse, der ville kunne ske inden for planernes gyldighedstid. Yderligere havde regionplanerne det særtræk, at de var blevet til efter offentlig fremlæggelse, hvorved ikke kun folkevalgte kommunestyrer – der jo var valgte for at tage vare på den kommunale økonomiske styring, men som ikke nødvendigvis afspejlede befolkningens opfattelse inden for den overordnede arealanvendelse eller offentlige tjenester – men tillige menigmand havde mulighed for at fremsætte synspunkter og forslag; de udgjorde et ubestridt højdepunkt i dansk folkestyre.

### Emneplanlægning
En emneplan er en plan for et enkelt emne, fx naturfredning, fordelingen af offentlige tjenester, arealer til vindmøller, landsomfattende gasrørsnet, bredbåndsnet og lignende. Sådanne planer omfatter i almindelighed større områder (en egn, landsdel eller hele landet).
Emneplaner har gennem tiden blandt andet vedrørt:
1. byudviklingsområder[13];
2. fredningsplanområder[14];
3. skovbrugsområder[15];
4. landbrugsområder[16];
5. betjeningen med folkeskoler[2];
6. beliggenheden af gymnasier[3];
7. beliggenheden af sygehuse[4];
8. beliggenheden af butikscentre[5];
9. arealer til forsvarsformål[17];
10. arealer til hovedveje, jernbaner, tekniske anlæg (naturgas o.lign.);
11. beliggenheden af vindmølleparker[18];
12. råstofudnyttelsesområder[19];

Efter kommunalreformen i 1970 blev de fleste emner overdraget amterne at planlægge i forbindelse med regionplanlægningen.

### Landsplanlægning
Ved landsplanlægning forstås tiltag fra statens side til arealanvendelsesstyring omfattende hele landet. Sådanne planer kan omfatte fx
- fastlæggelse af byudviklingsområder og forudsætningerne herfor (befolkningsfremskrivninger),
- beliggenheden af større godshavne,
- beliggenheden af flyvepladser,
- sikring af naturfredningsværdier,
- opgørelse af bygningsfredningsværdier,
- planlægning af større vejanlæg,
- udpegning af sikkerhedszoner og dermed restriktionsområder for eventuelle atomkraftanlæg,
- sikring af arealer til forsvarsformål,
- sikring af arealer til forskningsformål
- analyse af arealinteressekonflikter.

I Danmark var statens rolle længe yderst tilbageholdende: statens landsplanlægningstiltag gik fortrinsvis ud på at opgøre de byplantiltag, der blev lavet rundt om i landet (byudviklingsplaner, regionplaner og lignende) eller interesser opgjort af emnetilknyttede fagkyndige (fx naturfredningsinteresser) og forholde sig til disse. Enkelte tiltag blev taget i 1960-erne gennem Landsplanudvalget og dettes sekretariat (Landsplanudvalgets sekretariat, LPUS – siden Landsplansekretariatet, LPS), således sammenfatning af byudviklingsplanlægningen og landskabsinteresser (i Zoneplanen), forslag til kommunalrefom og amtssammenlægninger og forslag til en såkaldt "Trekantsby" i Sydøstjylland (Kolding-Vejle-Fredericia), men egentlig blev der ikke frem til 1970 formuleret nogen fast landsplanmålsætning.
Først i 1974 opsummeredes undersøgelser af servicefordelingen og servicecentrenes betjeningsområder i et idéudkast til egnsservicecentre og landsdelscentre. Da de såkaldte regionplaner i de følgende år blev udarbejdet, var det et led i disse at udpege steder for:
- landscenter,
- landsdelscentre, og
- egnscentre.

I forbindelse med godkendelsen af regionplanerne forhandledes om de foreslåede centre, hvorefter planstyrelsen under det daværende miljøministerium i 1982 lavede en samlet oversigt over centrenes beliggenhed, herunder grupper af "centre under udbygning". I virkeligheden fik hele denne centerplanlægning kun ringe betydning, idet man stort set godtog de centre, som allerede forefandtes – og staten fulgte aldrig op med tiltag til sikring af de offentlige tjenester, som disse centre kunne og burde rumme.
Siden planlovreformen i begyndelsen af 1970-erne har staten ført en forholdsvis aktiv planstyringsvirksomhed fortrinsvis i form af landsplandirektiver, der er statens pålæg til andre planlæggende myndigheder om hvilke hensyn eller begrænsninger, der skulle indgå som led i planlægningen. Disse landsplandirektiver kan være dels landsomfattende, dels vedrøre særskilte forhold bestemte steder i landet.

### Grænseoverskridende fysisk planlægning
Ved grænseoverskridende fysisk planlægning forstås arealplanlægning, hvor to eller flere lande samarbejder om anvendelse af arealer med henblik på at opnå den for begge eller alle parter mest fordelagtige arealudnyttelse. Et sådant samvirke kan være begrundet ved, at den ene part har arealer velegnede til bestemte formål (fx en dybhavn eller flyveplads) og en fælles udnyttelse vil være økonomisk fordelagtig for de involverede frem for, at hver part søger at oprette egne anlæg, hvis udnyttelsesgrad bliver mindre en ved fælles udnyttelse og som samtidig indebærer arealspild, fordi flere ensartede anlæg i virkeligheden ikke er nødvendige. Ligeledes kan grænseoverskridende fysisk planlægning være en fordel ved anlæg, der forbinder de samarbejdende (fx en broforbindelse eller en hovedvej, desuden grænseoverskridende bydannelser) og hvis arealet har formål af grænseoverskridende art (internationale fredningsområder og lignende).
Et eksempel på et grænseoverskridende planlægningssamarbejde er Vadehavsplanen.

## Byplanprincipper
Udgangspunktet for byplanlægning er den tanke, at en planlagt byudvikling og/eller byomdannelse er at foretrække frem for en tilfældig, uigennemtænkt byudvikling, hvis uheldige sider det efterfølgende er meget vanskeligt og dyrt at råde bod på. Byplanlægningen beskæftiger sig derfor – udover planlægningen for de enkelte lokaliteter – i betydelig udstrækning med spørgsmålet om hvad, der kan anses for god byplanlægning og hvad ikke. Ned gennem historien er byernes indretning dog generelt ikke sket efter nogen samlet teori. Det skyldes først og fremmest at byernes vækst er sket i et langt svagere tempo end i moderne tid regnet fra den industrialisering der medførte migrationen fra land til by. Byerne voksede kun langsomt og det var i høj grad byens magthavere i form af eks. konger o.a. adelige samt kirken og senere storkøbmænd der afgjorde byens indretning. Hensynet til byens forsvar (bymur) og det forhold at man gik eller red var afgørende, men også nærheden til byens attraktive torv, kirke, brønd o.lign var afgørende for byens indretning og udformning.
Med industrialiseringen voksede byerne imidlertid så kraftigt og ditto forureningen,så der opstod krav og principper eks. mht. vandforsyning, kloakering, gadenet, funktionsadskillelse mm. Byplanlægningen blev således stadig ikke styret af nogen tværgående holistiske principper, men snarere af krav og principper for løsning af den problememner,der opstod hen ad vejen. Disse krav/principper blev dog nu fastlagt som lovformelige regler/vedtægter og fra og med disse taler vi om egentlig byplanlægning.
I det følgende er nogle af disse principper fra moderne tid

### Funktionsadskillelse
En af de ældste grundtanker i moderne byplanlægning er, at en adskillelse og sammenpasning af visse byfunktioner indbyrdes er ønskelig. Således hører tanken om at holde boliger og industri adskilte til de første, byplanlægningen søgte at indføre i moderne tid (fra begyndelsen af 1900-tallet). Baggrunden var erfaringer med de uheldige forhold, der opstod ved sammenblanding af boliger og industri. For boligernes vedkommende er genevirkninger knyttet til støj, røg, lugte, rystelser og trafikbelastninger i tilknytning til industri, for industriens vedkommende kan det være mangelen på udviklingsmuligheder, begrænsninger i virksomhedsudøvelsen under hensyn til eventuelle nærtliggende boliger, problemer med færdselsadgangen og lignende. Ved at holde boliger og industri (men ikke nødvendigvis alle slags håndværk) adskilte opnås derfor fordele for begge.

### Betjeningssikkerhed
En anden gammel grundtanke i byplanlægningen er betjeningssikkerhed med hensyn til offentlige og private tjenester så som vuggestue, børnehave, folkeskole, bibliotek, sundhedsbetjening, vareindkøbsmuligheder og friarealer inden for overkommelig afstand fra boligen for de mennesker, der bor i de forskellige bydele. Arealer til sådanne formål – herunder reservationer til fremtidige anlæg – indgår derfor sædvanligvis som et led i byplanlægningen.

### Stationsnærhedsprincippet
Blandt de tidlige grundtanker var tillige stationsnærhedsprincippet. Dette blev første gang formuleret i "Skitseforslag til Egnsplan for Storkøbenhavn", kendt som "Fingerplanen" og offentliggjort 1947. Heri gjorde man sig blandt andet til talsmand for den tanke, at boligområder burde ligge i tilknytning til jernbanestationer således, at der kunne sikres en god, offentlig samfærdselsbetjening mellem disse (der for en stor del lå i yderkanten af det daværende hovedstadsområde) og arbejdspladser samt større forretningssamlinger (der dengang overvejende lå i Københavns kommune i hovedstadsområdets midte). Tanken udvidedes med tiden til tillige at omfatte rutebilforbindelser og buslinjer og udvikledes til et samspil mellem jernbaner og buslinjer således, at jernbaner skulle sikre hurtige forbindelser over større rejselængder, buslinjer over kortere samt på "tværs" af de forbindelser, som banenettet sikrede.

### Vejklassificering og færdselsintegrering
Trafikdifferentiering blev en grundtanke i 1960-erne. Man indså, at ikke alle veje har samme rolle i færdselsbetjeningen:
- boligveje skal kun betjene de enkelte boligkvarterer, hvorfor gennemkørsel er uønsket. Mange steder er boligveje derfor planlagt som "blinde veje", der kun har tilslutning til en større vej i den ene ende;
- stamveje skal sikre, at bilerne kan komme frem til de enkelte boligveje og har derfor kun få boliger beliggende ud til sig;
- sekundærveje betegner veje, der skal sikre bilerne adgang til de større bydele. Disse veje er overordnede, og det er derfor ønskeligt, at deres forløb er mellem bydelene det vil sige således, at de afgrænser disse, hvorved behovene for færdsel af gående og cyklende på tværs af disse nedbringes mest muligt til fremme for færdselssikkerheden og for derved tillige at fremme disse vejes hovedformål nemlig at sikre fremkommeligheden for de store antal kørende;
- primærveje er de helt overordnede veje, der fortrinsvis sikrer fjernforbindelser. Sådanne veje er almindeligvis helt uden andre formål end dette ene at lede færdslen videre fra by til by, fra egn til egn, fra landsdel til landsdel og fra land til land[26].

I tilknytning til vejklassificeringen gælder grundtanken at "en by er ikke et træ", det vil sige, at man ikke skal lede bilfærdslen ind igennem boligområder og ej heller søge at opsamle den midt igennem byområdet men tværtimod skal lede den uden om større byområder, dog således at adgangen til industri og havneområder gøres så let som muligt for lastbilerne.
Trafikdifferentiering blev i 1970-erne og senere suppleret med grundtanken om færdselsintegrering i boligområder. Her må man altid regne med sammenblandingen af kørende, cyklende og gående færdsel – herunder legende børn – og under sådanne forhold må hovedhensynet tages til børnene, de gående og de cyklende. Bilerne må derfor indstille sig på at skulle køre meget langsomt: på stilleveje 30 km/t, på bolig- og legegader endda kun 15 km/t. Færdselsintegrering er i Danmark ofte blevet sammenknyttet med tiltag med henblik på at gøre boligområderne mere tiltrækkende og "grønne" i form af beplantninger.

### Trafikkorridorer
I egnsplanforslaget for Hovedstadsområdet 1971 fremsattes første gang tanken, at man bør søge at samle alle slags lednings- og strækningsanlæg i snævre bælter, såkaldte trafikkorridorer. Fordelene herved er, at de største dele af landskabet derved vil kunne friholdes for sådanne anlæg, der ellers ville ske på kryds og tværs, usammenpasset og med mulighed for konflikter indbyrdes og med andre arealanvendelseshensyn samt erkendelsen af dels, at sådanne anlæg ofte vil skulle betjene de samme områder (som regel større bydannelser og/eller industriområder), dels at strækningsanlæg vil have en stærkt opdelende og adskillende virkning på anvendelsen af de omkringliggende arealer.

### Aflastningscentre
Indtil omkring 1970 var den største samling af butikker og tjenesteydelser ofte i de gamle bykerner. I 1960-erne gjordes der derfor bestræbelser på at sikre kørselsadgang til disse og parkeringsmuligheder i tilknytning til disse, ofte ved at rydde gammel og historisk værdifuld bebyggelse og erstatte denne med nye og mere "rationelle" løsninger, herunder p-huse og lignende. En voksende bevidsthed om skadevirkningen på den bevaringsværdige bebyggelse i bykernen gjorde det ønskeligt at finde andre og bedre løsninger. Forbilledet herfor blev skabt i Helsingør, hvor det besluttedes at bevare den gamle bygningsmasse og i stedet udlægge arealer til et såkaldt "aflastningscenter" i byens udkant. Derved blev der på samme tid mulighed for at bevare de historiske huse i bymidten og samtidig sikre en fremtidig betjeningsmulighed for både byens egne og de omgivende byers indbyggere, idet aflastningscenteret blev lagt i tilknytning til en indfaldsvej og en ydre ringvej, der kunne sikre bilkørende let og fri adgang til centeret.

### Sikring af friarealer og byparker
Betydningen af friarealer og byparker har alle dage været en grundtanke i byplanlægningen. Det er velkendt, at boliger i nærheden af (og med udsigt til) hav, vandløb, søer eller skove kan sælges for priser, der ligger langt højere end andre, tilsvarende boliger uden disse tillægsværdier. En finsk analyse viste, at forskellen endda kunne være så stor, at det – set ud fra et ejendomsværdisynspunkt – var mere fordelagtigt at bevare sådanne grønne område end at lade dem bebygge, idet værdien af de boliger, der kunne opføres på disse områder tilsammen var mindre end værdifaldet på de boliger, der således mistede dette tillægsgode.
Befolkningens udnyttelse af landskabet er stort: foruden badning, svømning, hundeluftning, ridning og motion er naturoplevelser og fred og ro væk fra byen og alligevel i dens nærhed betydelige bevæggrunde. Undersøgelser viser, at skove er de mest søgte, derefter strande og kyster, så marker. Det samlede antal besøg af danskere i skove blev i 1994-95 opgjort til 50 millioner, for strande og kyster til 36 millioner. De fleste besøg varede 1-2 timer, men en del varede i over 8 timer.
Undersøgelser viser, at god byplanlægning bør sikre bybefolkningen friarealer i videste forstand på mindst 500 m² pr. indbygger, i hovedtræk fordelt således:
- grønne arealer (egentlige byparker, såkaldte grønne korridorer), legepladser og idrætsanlæg inden for boligområdet – 50 m²,
- bynære landskaber (såkaldte nærrekreative områder), der dels bør støde umiddelbart op til boligområdet, dels ligge inden for 15 kms afstand fra boligen – 190 m²,
- store, samlede landskaber (såkaldte fjernrekreative områder), først og fremmest efter landskabelige værdier i indtil 50 km fra boligen – 250 m²[36].

## Medborgerindflydelse og projektplanlægning
Byplanlægning er først og fremmest en teknisk disciplin, hvor anvendelsen af bestemte fremgangsmåder sikrer en given udformning samt opfyldelsen af visse mindstekrav til udformning og indhold. Men byplanlægning er tillige et område, hvor holdninger og interesser uundgåeligt spiller stærkt ind på hvilke forhold, der betones, og selve fremgangsmåden ved planers udarbejdelse er derfor i sig selv et vigtigt led i byplanlægningen. Ved vedtagelsen af en plan er der truffet et valg til fordel for bestemte muligheder og på bekostning af andre. Hvis byplanprocessen indsnævres til dette ene at sikre et givet udfald er der fare for at andre (og bedre) løsningsmuligheder forbliver upåagtede. Det er derfor ønskeligt at forskellige muligheder, deres fordele og ulemper, umiddelbare og langsigtede virkninger så vidt muligt er vel belyst inden, at planen vedtages. For dansk planlægnings vedkommende har dette afspejlet sig i to, hinanden modsatte yderligheder: medborgerindflydelse og projektplanlægning.

### Borgerindflydelse
Indtil planlovreformen i begyndelsen af 1970-erne var byplanlægning i første række et teknisk fagligt område (stort set) overladt alene til arkitekter og ingeniører. Disse skulle sikre den faglige kvalitet af planerne, og de samfundsmæssige virkninger af disse var stort set ubelyste. Planerne formål og indhold var alene bestemt af hvad, det politiske flertal i de forskellige kommunalbestyrelser kunne blive enige om. Kun i tilfælde, hvor en grundejer ville kunne gøre erstatningskrav gældende, var man nødt til at tage visse hensyn til disse. Med planlovreformen blev der derimod lagt vægt på størst mulig inddragelse af borgerne. Dette skete ved at stille en lang række nye krav til planlægningsforløbet:
- for det første skulle al planlægningsvirksomhed være offentlig, det vil sige tilgængelig for enhver interesseret borger hvad enten, denne havde en egen interesse i planen og dens virkninger eller blot følte trang til at være vidende om hvad, der var tænkt at gøre,
- for det andet skulle planforslaget begrundes. Dette kunne (og skulle) ske ved at oplyse om planens formål, om alle kendte forudsætninger af betydninger for planforslaget, eventuelt at skildre forskellige muligheder og deres følger (dette især for kommuneplanlægningens og regionplanlægningens vedkommende),
- for det tredje skulle der sikres borgerne udtalelsesmulighed og mulighed for offentligt at drøfte planforslaget, dets formål og virkninger. Dermed fremmedes muligheden for, at argumentets styrke talte med ligeså stor vægt som persons anseelse eller økonomiske og partipolitiske muligheder for at påvirke beslutningsforløbet. Kort sagt kunne politikerne nu i langt højere grad drages til ansvar for beslutninger vedrørende planforslag[38].

Disse forhold gjorde, at datidens byplanlægning nåede et hidtil uset højt kvalitetsniveau.

### Projektplanlægning
Modsætningen til borgerindflydelse fremkom i begyndelsen af 1990-erne og er blevet beskrevet ved udtrykkene korporativ planlægning eller projektplanlægning. Projektplanlægning går kort sagt ud på at omgå borgerindflydelsen ved at lade planarbejdet foregå i lukkede kredse alene omfattende politiske og administrative topfolk samt disses medsammensvorne finansmænd. Her træffes beslutninger om at gennemføre bestemte projekter hvad enten, disse er til gavn for almenvellet eller ej, som regel fordi de involverede korporatister har en egen interesse i gennemtvingelsen. Sådanne projekter laves derfor med et informationsmateriale, der enten kun belyser projektets "gode" sider eller med taloplysninger, der er lavet kunstigt for derved at retfærdiggøre projektet i det mindste i økonomisk henseende. Der er i disse tilfælde tale om, at den lovbefalede "offentlighedsfase" reduceres til et ritual, der blot skal overstås. Skønt en sådan virksomhed har fået navn af planlægning, har den i virkelighed intet med planlægning at gøre men må snarere betegnes som hovedløst spekulationsmageri, og i mange tilfælde viser sådanne planer at udvikle sig til rene ulykker for stedet, byen, egnen eller landet, og – værst af alt – kan de undergrave borgernes tillid til folkestyret.
Modsætningen mellem borgerindflydelse og projektplanlægning er absolut, og styrkeforholdet mellem disse to afspejler på sin egen måde i sidste ende tilliden til borgernes dømmekraft og medansvarsfølelse.